# Cesar (departman)
Cesar je kolumbijski departman u sjevernom dijelu države. Glavni grad je Valledupar. Prema podacima iz 2005. godine u departmanu živi 	879.914 stanovnika te je 15 kolumbijski deparman po broju stanovnika. Sastoji se od 25 općina.

## Općine
U departmanu Cesar se nalazi 25 općina:
| Općine | Karta                     |
| --- | ------------------------- |
| 1. Aguachica 2. Astrea 3. Becerril 4. Bosconia 5. Chimichagua 6. Chiriguana 7. Codazzi 8. Curumani 9. El Copey 10. El Paso 11. Gamarra 12. González 13. La Gloria 14. La Jagua de Ibirico 15. Manaure 16. Pailitas 17. Pelaya 18. Pueblo Bello 19. Rio de Oro 20. Robles La Paz 21. San Alberto 22. San Diego 23. San Martín 24. Tamalameque 25. Valledupar | Općine u Cesar departmanu |

## Vanjske poveznice
- Službene stranice